# Nicia di Nicea
Nicia di Nicea (in greco antico: Νικίας?, Nikìas; fl. I secolo a.C.-I secolo) è stato un biografo e storico greco antico.

## Biografia
Nicia fu un biografo e storico degli antichi filosofi greci. Non si sa nulla della sua vita; potrebbe essere vissuto nel I secolo a.C. o nel I d.C., visto che viene citato in almeno due casi accanto a Sozione e si inserirebbe nella temperie culturale di quest'ultimo come storico della filosofia, probabilmente di poco a lui posteriore.

## Opera
È citato ripetutamente da Ateneo di Naucrati per il suo lavoro sulla Successioni (in greco Διαδοχαί?),, una storia delle varie scuole filosofiche, strutturata secondo il metodo delle diadochaì già utilizzato da Sozione e che sarebbe stato ripreso anche da Diogene Laerzio. L'opera viene anche citata da Ateneo come Sui Filosofi (in greco Περὶ τῶν Φιλοσοφῶν?).
Delle Successioni ci sono arrivati, proprio grazie ad Ateneo, sei frammenti, riguardanti la presunta origine servile di Perseo di Cizio, su Estieo del Ponto, che «si vantava, ed era un vanto onorevole, di non aver mai visto sorgere o tramontare il sole, perché era sempre stato intento allo studio», sulla promiscuità di Dionisio di Eraclea e, ancora, sul fatto che Alessameno di Teo fosse l'inventore del dialogo, sul fatto che Bione di Boristene fosse figlio di una etera. Ancora, il dialogo pseudoplatonico Alcione, probabilmente posteriore alla Nuova Accademia, veniva da lui attribuito, a dire di Ateneo, a un certo Leone di Bisanzio, membro dell'Antica Accademia.
Una seconda opera, una Storia dell'Arcadia (in greco Ἀρκαδικά?) è ugualmente citata da Ateneo su «un concorso di bellezza tra le donne. (..) Lo istituì Cipselo, avendo costruito una città nella pianura bagnata dall'Alfeo, in cui stabilì alcuni Parrasiani e consacrò un terreno sacro e un altare a Demetra Eleusinia, nella cui festa era veniva celebrato questo concorso di bellezza. E la donna che ottenne la vittoria in questa gara fu Erodice». Tuttavia, il fatto che la citazione sia attribuita semplicemente a Nicia, senza indicare «di Nicea» come Ateneo fa negli altri riferimenti a lui, rende dubbio se attribuire a lui questo lavoro di storia locale arcade o ad un altrimenti sconosciuto omonimo.